# Clasmatocolea cookiana
Clasmatocolea cookiana là một loài Rêu trong họ Geocalycaceae. Loài này được (C. Massal.) J.J. Engel mô tả khoa học đầu tiên năm 1972.